# ロードス島伝説
『ロードス島伝説』（ロードスとうでんせつ、英 Legend of Lodoss）は、『ロードス島戦記』の第2シリーズとして出された水野良による小説とテーブルトークRPGなどの作品群で『戦記』の英雄戦争から約30年前の魔神戦争が舞台である。
若かりし頃のファーン、ベルド、ウォート、ニース、フレーベ達が描かれ、彼らが六英雄と呼ばれるに至った経緯など、『ロードス島RPG』の設定でしかなかった人物をキャラクターとして肉付けし、また心理描写や国家間の駆け引きといったものも随所に盛り込まれており、単なる「ゲーム小説」としての域に留まらないような作品となっている。
角川スニーカー文庫の小説以外に高山浩とグループSNEによるRPGリプレイ（I・II・III）が出されており、Iはロードス島戦記RPGコンパニオン、IIはロードス島RPGベーシックルール、IIIは同エキスパートルールにてプレイされている。
またタイトルは「戦記」だが、同じく六英雄たちの魔神戦争の戦いの顛末を描いた山田章博による漫画『ロードス島戦記 ファリスの聖女』も出ている。こちらはファリスの聖女フラウスが主人公で、彼女と赤髪の傭兵ベルドとの関係や彼女が何故六英雄に名を連ねていないかなども描かれている。

## 作品概要
ロードス島において後々まで語り継がれる「魔神戦争」と、戦いを終結に導き伝説となった「六英雄」をはじめとする「百の勇者」の活躍。そして主人公ナシェルが幾多の試練を乗り越え、ロードスを統一する英雄王として成長し、やがて歴史の闇に消えていく、後のロードス島では語られる事のない「真実の物語」。
様々な思いを秘めて、魔神と戦うべくナシェルの下に集う若き日の六英雄を始めとする「百の勇者」達。魔神の跳梁と複雑な利害関係のなかで合従連衡を繰り広げる諸侯・騎士達。魔神との戦いに協力しつつも、独自の価値観で暗躍する謎の魔法戦士。様々な人々の思いを押し流しなら、強大な魔神軍団とロードスの民との戦いが繰り広げられる。

## 作品の逸話
結末が決まっている物語として始めた『ロードス島伝説』ではあるが、作者が割と安易な気持ちで登場させたナシェルの存在によって、当初とはまったく違った話になったと、あとがきで何度も述べられている。小説は第4巻で一度完結を迎えるが、作者本人の希望・読者の要望また『ザ・スニーカー』誌で山田章博の漫画『ファリスの聖女』が完結したことなども記念して書かれた物がフラウス編として第5巻になっている。
また、『ファリスの聖女』は掲載誌が何度か変わっていて、『ザ・スニーカー』誌での連載をしていた際は山田が病気を患って入院したこともあり、読者からは完結するか心配されていたが、2001年6月にて無事終焉を迎えた。

## あらすじ
ロードス島南西部に位置するモス公国。そこは小国がひしめき合い、長年に渡って王国間の外交交渉、対立や動乱などが絶えず行なわれていた。
そのモス最南端の弱小国スカードの王子ナシェルは、国の各地で聞かれる不気味な噂と父王の不在に心を痛めていた。意を決して騎士団とともに調査に向かった南のドワーフの「石の王国」で、奇怪な生き物と戦うドワーフの「鉄の王」フレーベを辛くも救出する。そして意識を回復した「鉄の王」の口から、強大な同盟国「石の王国」の最後と共に、奇怪な生き物が魔神であることを告げられる。モスには対外共闘連合「竜の盟約」があるが、スカードはそれに名を連ねていない。この未曾有の危機に、国の民を守る為にナシェルが下した決断とは……。

## 登場人物

### 百の勇者
ライデン評議会のアイシグ議長の呼びかけに応じて、ロードス全土で自発的に魔神との戦いを始めた人々の総称。その性格から基本的に自発的意思で「百の勇者」と名乗った者は、その時点で全て「百の勇者」の一員となる。後にモスで結成された「勇者隊」に参加した人数は2万人弱であるが、モスに到達する前に倒れた者や、一度は戦いを決意したものの途中で挫折した者、自称しただけの者などを全て合わせると、その数倍に達する。
百の勇者も参照のこと。
なお最も狭い意味として、「勇者隊」から選抜され「最も深き迷宮」に挑んだ凡そ500名を指す場合もある。
ナシェル
モスの小国スカード王国の王子。魔神出現後は母方の縁戚であるハイランドに身を寄せ、風竜ワールウィンドを駆る竜騎士へと成長。「百の勇者」を率い、魔神と対決する道を歩む。
ハイランドの第一王女ラフィニア姫と結婚（正式にはまだ婚姻はしていないが、姫の父王マイセンも既に認めている）。
光と闇、天と地、文と武。それぞれの象徴のような人物たちに支えられ、鍛えられ、ロードス島の統一という大きな夢を託されていく。
六英雄
魔神王との最後の戦いで生き残った、ファーン、ベルド、ウォート、ニース、フレーベ、名もなき魔法戦士（カーラ）。
フラウス
「ファリスの聖女」と呼ばれる至高神ファリスの神官戦士。
魔神の実態を探るべくファーンと共にモス公国に赴き、帰り道の自由貿易都市ライデンで「赤毛の傭兵」ベルドと運命の出会いを果たす。彼こそがファリスの神託にあった「闇に閉ざされし英雄」だと確信し、ベルドの心の闇を払うべく以後行動を共にする。「六英雄」と共に「最も深き迷宮」の最下層まで辿り着き、魔神王と対決した。
フロイとリーゼン
ハイランドの双子の王子。皇太子ジェスターの弟で、ナシェルの従弟。フロイが兄でリーゼンが弟。自国に対する「魔神の同盟国」との誹謗を払拭するため、当時ハイランドを訪れていた「白き騎士」ファーンに同行してライデンに向かい、魔神との戦いを始める。以後ロードス各地で魔神と戦い、眉目秀麗な「双子の王子」としての話題性やユーリーの歌の波及効果もあり、ベルドと並ぶ最も有名な「百の勇者」となる。
王族とは思えないぐらい陽気で闊達な性格だが、決して思慮が浅いわけではない。ハイランドを出たのも、兄ジェスターの後継者としての地位を保証するためという意味合いが強く、魔神との戦いに関係なく国を捨てる覚悟はできていた。そのため「百の勇者」としてモス国内に集結した当初は、名乗り出ることを避けて野宿する羽目になったこともある。後にナシェルの離宮に集うベルドやファーン達と合流し、ナシェル亡き後はその後を継いで勇者隊を二つに分け、将軍としてまとめた。
「最も深き迷宮」の戦いではユーリーやハイランドの騎士出身者を率いて先陣を切り、第九階層を唯一生き抜いたパーティとなる。負傷しながらも後続の六英雄たちを最下層（第十階層）へ導いた後は、歴史から姿を消してアレクラスト大陸へ渡ろうと考えていたが、地上に戻る途中で魔神の群れに遭遇、以後の消息は語られていない。この戦いで死亡したとも、生き延びて大陸に渡ったとも語られている。
ユーリー
双子の王子フロイとリーゼンの魔神退治に同行していた吟遊詩人。フロイとリーゼンの活躍を歌にしてロードス中に広め、結果的に「百の勇者」の宣伝役を務めた。
精霊使いにして剣の心得もある精霊剣士としての面もあり、フロイとリーゼンはモス公国内のいずれかの王子で、双子の王子と似たような理由で出奔したのではないかと推測していたが、あえてそれを確認することはなかった。「最も深き迷宮」の第九階層までを生き抜き、双子の王子と共に消息を絶った。
カノンの自由騎士
名前は不明。剣の腕前は「百の勇者」の中でも最高クラスで、体力面ではやや劣るものの技術面ではナシェルを凌ぎ、意志力も強靭。「六英雄」ベルドやファーンに次ぐ実力者と思われる。元カノン王国の下級騎士（地方領主）であったが、形骸化を露呈し、国民を守ることが出来ない騎士団に見切りをつけて「百の勇者」に加わる。「頭」をリーダーとする彼のグループは、二人の魔法使い（「精霊使いの老エルフ」と「マイリーの神官戦士」）を含むバランスの取れた冒険者編成で、無名ながら何体もの上位魔神を葬った「百の勇者」の中でもトップクラスのグループ。若年の戦士2名を除いた4名で「最も深き迷宮」の戦いに挑み、最大の激戦となった第八階層まで到達するも、第九階層で彼らの姿を見ることは出来なかった（第九階層に到達したのは、六英雄を除くと3隊のみで、「双子の王子」の隊以外の2隊は第九階層で全滅）。
頭（かしら）
傭兵を生業としていた戦士。太め、髭面の男で、「百の勇者」の仲間に「騎士志願の若者二人」を誘いに故国カノンを訪れて、「カノンの自由騎士」が「百の勇者」となるきっかけとなる。剣技や器量では明らかに「カノンの自由騎士」に数段劣っていたが、自由騎士当人が表に出たがらないこともあって、発起人であり世俗的な経験の豊富な彼がリーダーを務めた。
その力量に比して少々我意の強い性格であったが、魔神との戦いの中で戦士としてもリーダーとしても成長を遂げ、最後は「カノンの自由騎士」や「マイリーの神官戦士」も認めるほどの人物となっていた。
名前は不明で、「頭」は「カノンの自由騎士」がそう呼んでいたことによる。
老エルフ
齢1000歳を超えるエルフの精霊使い。「カノンの自由騎士」が領主として治めていた地方にある森に住むエルフ族の長老で、過去に妖魔に襲われた時に領主一族に恩義を受けていた事から、「カノンの自由騎士」を助けるために派遣された。
ルシーダ
モス北部「鏡の森」のエルフ族の精霊使い。女性。魔神に略奪された古代樹「聖なる黄金樹」を奪還するため、「鏡の森」を出て各地で魔神との戦いを始めたエルフ達の一人。自由都市ライデンでベルトに同行して魔神将率いる魔神達と戦う。ベルドに思慕を抱いていたが、復活した魔神将に殺された。
「聖者」と呼ばれる男
何らかの神の神官でもなく、いかなる種類の魔法も使えないが、なぜか鏡像魔神（ドッペルゲンガー）と人間を見分けることが出来た人物。本人は自分のことを、ロードスの意思に導かれている聖者だと考えており、信者も少なからず居る。「百の勇者」に加わった時には近衛のハサラ以下100人を超える従者たちの集団を率いていた。
人物的には俗物でしかなく、英雄性を感じさせる人物でないが、その能力ゆえに百の勇者の首脳の一人として扱われ、ハイランド王城の魔神王の出現の際も生き延びた。
ヴェノンとの密約によって旧「石の王国」における大隧道の戦いに参加するも、戦いの最中に魔神王の幻術によって配下の戦士達と切り離され、ひとりの所をニースの姿に化けた魔神王に連れ出される。そして、己に関する真実を告げられ、慟哭と共に最期を遂げた。
実は自分が人間であると思い込んでいた鏡像魔神（ドッペルゲンガー）でありダブラブルグの上位種。目鼻がなく3メートルの巨体を持つ魔神であり見た相手そっくりの姿形に変身し相手の脳を食べることで記憶を写し取ることができる鏡像魔神の能力を持つ（脳を食べなくても1時間の対象観察をすれば記憶をコピーは可能）。この能力により相手の性格や感情などにも模写してしまったため「人間に味方したり」「自分を人間と思いこんでしまう」ケースの一例であった。この諸刃の剣の側面がある能力により、「ロードスの意思に導かれ鏡像魔神（ドッペルゲンガー）と人間を見分けることが出来る人間」と思い込んでしまっていただけであった。
ハサラ
高い実力を持つ戦士で、「聖者」の熱心な信奉者。

### スカード王国
ブルーク
スカード王国の国王。正妃エリザとの間にナシェル、妾妃ナターシャとの間にリィーナをもうける。聡明な名君と評されていた。
悪性の咽頭腫瘍により数年に迫った自分の余命、リィーナを第三王子アロンドの嫁にすべしというヴェノンからの圧力、ナシェルを想うリィーナへの親心、自身を凌駕する傑出した王子の将来に思い悩み、ついに古代魔法王国時代に封印された魔神軍団の復活と支配を試みる。
もしヴェノンと戦いになった場合、麦酒の誓いによるドワーフとの共闘やハイランドからの援軍は確実であるため勝利はスカードにあったとナシェルは確信していたが、それらなしで単純にヴェノンとスカードだけの戦いとなれば大国と小国の実力差によりスカードに勝利はなかったとも判断している。
ブルークもナシェルと同じように判断していたが、聡明な名君であったが故にありとあらゆる事態を想定することができ、万が一にもドワーフやハイランドの協力なしでヴェノンと戦うことになった場合には勝ち目がないという最悪の事態に陥った場合への有効な対処法を見出せないことで精神的に追い詰められてしまっていた。
そして女好きであるがためにナターシャの本性を見抜けず、魔神戦争を引き起こした最大の元凶として、その悪名を後世に残す破目となった。
リィーナ
ナシェルの異母妹。「月の姫」と呼ばれる美姫。「太陽の王子」と呼ばれる兄ナシェルに対し、出生（妾の子）に対する劣等感と、それとは裏腹な強い思慕を抱く。
父ブルーク王により魔神復活の生贄に選ばれ、兄妹であるがゆえにナシェルへの思いを遂げられない無念から自らの意思でそれを受け入れる、彼女を生贄にした事でブルーク王の企ては崩壊する。実はリィーナは、母である妾妃ナターシャがブルーク以外の男との淫蕩の果てに身篭った不義の子であったためである。皮肉なことに、血統的には完全な他人となるナシェルとリィーナは結ばれることも不可能ではなかったが、その事実をリィーナが知ることはなかった。
ブルーク王による魔神解放の儀式は完璧であったが、肝心の魔神解放のために扉として奉げられたリィーナが不義の子という不完全な扉となったためブルーク王は魔神達を支配化におくことはできなかった。
エリザ
スカード王妃。元々はハイランド王女で、ハイランド国主催の剣術大会で二位になった(優勝したのはマイセン)王子時代のブルークに惚れ込んだ先代ハイランド王によって縁付いた。
初期設定ではナシェル生誕直後に死んだことになっていたが、後にナシェルの妹リィーナが生まれた後も暫く健在であったことに設定変更された。
ブルークの女好きにも嫉妬を見せず、逆にナターシャの娘であるリィーナを味方につけてブルークとナターシャを抑え込むなど有能な人間揃いのハイランド王族らしい英明な人物であった。
ナターシャ
ブルークの側室で元旅芸人一座の踊り子。
家格、人品、頭脳、人望すべてで勝るエリザが生きている間は大人しくしていたが、その本性は嫉妬深い上に欲深く、陰湿かつ狡猾で淫乱。エリザの死を契機に自制の箍が外れて横暴贅沢のし放題を始め、虐めの標的にした侍女を自殺に追い込み、挙句には不倫をブルークに知られる等の失点を重ね続けた為、ブルークとタトゥスに毒殺された。
リィーナの母であるが、自身の不倫によって産んだ子であったため、魔神戦争へ至る最後の引き金を引いた存在と言える。
ヒューロ
スカード王国宰相。特に秀でた才能は無い凡庸な人物であるが、誠実に王に尽くし、ブルーク王が魔神を率いてスカードを占領すると、ブルーク王の下に参じる。
後に魔神が占領したリュッセンの統治を任されるが、最後はナシェルに跪いた瞬間に魔神に殺される。
サイラス
スカード王国騎士団長。騎士団長として相応の優れた腕前であるが、実戦経験はない。
性格的に剣技より女性を愛し、金や地位より名誉を重んじるため、スカードがヴェノンに吸収された時に愛する女性と共に国を捨て、以後も魔神との戦いには参加しなかった。
タトゥス
スカード宮廷付きの薬草師。薬草の知識ではウォートも一目置くほど博識で経験も豊富。幼少の頃からナシェルの世話をしている。スカードを去るナシェルに同行し、傷の癒えぬフレーベの面倒をみる。魔神戦争後、ナシェルの妻ラフィニアに付き従いヴァリス国のファーンの領地で暮らす。タトゥスの作る飲み薬の薬効は極めて高いが、反面、患者が薬に過度に頼ることを戒めるためにその味は極めて不味い。
ブルーク王の狂気を止められなかった事を深く悔やみ、彼の一門は後々まで自らその罪を業として背負い続ける。

### モス公国
マイセンII世
モスの強国ハイランドの太守にして竜騎士。知勇に秀でた名君。ロードス最強の戦士を謳われる槍の達人でもある。同腹の妹エリザの息子（甥）ナシェルを庇護下に置き、辺境伯に取り立てる（この件で他のモス諸国との関係が一時的に悪化する）。
竜騎士のみが罹る病“竜熱（ドラゴンフィーバー）”を発病していたが、分裂していたモス諸国を纏めてモス公王の座に就き、膨大な戦費を捻出するためウォートとニースの助力を得て「太守の呪縛」に支配されていた「金鱗の竜王」を解放する。
「我が娘がロードス公妃となり、我が孫がロードス公王になるのであれば……」と語り、娘とナシェルの婚姻を認め、ウォートの企てを暗に支持する。
ジェスター
ハイランドの皇太子にして竜騎士。フロイとリーゼンの兄。王国の世継ぎであるため自身が剣を取って魔神と直接戦う事はあまり無いが、もし「百の勇者」に加わっていたら「六英雄」は「七英雄」になっていたと評されるほど傑出した人物。
モス連合騎士団の将軍としてナシェルと共に魔神と戦い、魔神殲滅後に来るであろう「ナシェルによるロードス統一」を考えるようになる。
ラフィニア
ハイランドの第一王女。3人の王子達の妹。愛称はニア。後にハーケーンの皇太孫との縁談を断り、ナシェルと結婚。
ナシェルが姿を消した後、ナシェルの子を出産。薬草師タトゥスの世話を受けながらヴァリス王国のファーンの領地で、ナシェルの帰還を信じて待ちつづける。
ハイゼル
ハイランドの近衛騎士。魂の魔神（ガランザン）と契約してナシェルに殺される。
ヤーベイ
モスの強国ヴェノンの太守。
デュオン
ヴェノン第二の都市マスケトを任されるヤーベイ王の実弟、マスケト公爵。良識ある誠実な人物として対外的に信用されている。
ハンセル
ヴェノンの第二王子。次期マスケト公爵に予定されている。
アロンド
ヴェノンの第三王子。兄である皇太子とは不仲で、スカード王国を自身の権力基盤とするためナシェルの妹リィーナ姫との結婚を求めていた。スカード併合後は念願のスカード公となるが、魔神により領土を奪われる。
性格に難はあるものの鋭い洞察力をもつ有能な指揮官で、モス連合騎士団の将軍としてナシェルと共に魔神と戦い、魔神殲滅後に来るであろう「ナシェルによるロードス統一」を考えるようになる。
バーラン
モスの大国ハーケーンの第二王子。老齢の父王と賢明で内政に秀でている皇太子に代わり外交と軍事を担当する。特に馬術・槍術を得意とし、自他共に認めるモス屈指の騎士。
モス連合騎士団では実質的な総指揮官としてナシェルと共に戦い、魔神殲滅後に来るであろう「ナシェルによるロードス統一」を考えるようになる。
エランタ
ハーケーンの第三王女。大国の王女として何不自由無く育ったため驕慢な性格。以前スカード王国を訪問した際にナシェルに惚れ、その気の無いナシェルの態度に苛立ち、最後は両国の外交問題にまで発展してしまった事がある。エランタが「ナシェルに乱暴された」と嘘をついたことでハーケーンがスカードの盟主国ヴェノンと戦いをはじめたことでようやく事態の深刻さに気づく。その後も謝罪などを一切することをしなかったため、ナシェルにとっては思い出したくもない、むしろ嫌悪を抱く相手となった。
ベルテ
リュッセンの女将軍。将軍の家に生まれ男の兄弟がいないため将軍職に就く。戦場での駆け引きに長けており、小国の騎士団を率いて大国の騎士団に引けを取らない活躍を見せる。
後にリュッセンが魔神に攻め落とされた時には結婚し将軍職を退いていたが、夫ハービーと共に最後まで魔神と戦い通し、誇りを持って死したという。
ハービー・ランセン
リュッセンの上級騎士で、ベルテと結婚し将軍となる。リュッセンが魔神に攻め落とされた時に王族を城外に逃した後であえてベルテのもとに戻り、最後まで部下達と共に魔神と戦い抜き、妻ベルテと共に壮絶な戦死を遂げた。

### ヴァリス王国
ワーレンI世
ヴァリスの国王。新王国暦442年、傑出した聖騎士としてヴァリス国王に選出され、以降良好な治世を重ねていたが、10年前の新王国暦463年、狩猟中に嫡男アレス王子をミノタウロスに殺される。が、凄惨な王子の死を受け入れられずに狂気に陥り、ミノタウロスを王子と思い込み離宮にかくまったあげく王子の護衛役だった騎士たち全員を離宮の警備に回し情報の隠蔽を図る。もっとも、彼の狂気は「息子が未だ生きている」「王子は離宮で修行に励んでいる」という妄想に取り憑かれた一点のみに限られ、その他の部分では全く正常で、それまでの聡明で果断な王のままであり、政治は滞り無く、剣の腕も全く鈍らず、馬上槍試合のトーナメントでは時々優勝するほどであった。しかし精神の狂気に陥った部分の状態は深刻で、ヴァリスの宮廷には重苦しい空気が立ち込め、「白き騎士」「百年に一人の騎士」と言われたファーンに期待する声が生じる。
魔神が解放された当時は病床にあったが、唐突に聖女フラウスを王子の花嫁に迎えると宣言した事で事態が変化し、ほどなくアレン王子病死（実際はファーンとフラウスが幽閉していたミノタウロスを倒した）報せを聞いて意識を失い、そのまま崩御した。その際にフラウスに一言「すまぬ」と告げており、フラウスは王がはたして本当に正気を失っていたのかわからなくなった。
その死は魔神復活の報と重なり、後継者争いと対魔神対策の狭間で、ヴァリス王国は身動きできない状態に陥る。朝野に期待されたファーンがヴァリス国王に即位するのは23年後の新王国暦496年のことである。
なおPC版『ロードス島戦記』ではミノタウロスはファーン即位後の時代も健在であり、PC達をウォートへの使者とすべきかの腕試しとして討伐が命じられる。
ジェナート
ヴァリスの至高神ファリス教団の高司祭。形式主義に囚われた教団の改革を強力に推し進めている人物。次期国王にファーンを推す。
ゲイルザック
ヴァリスの宰相。名門出身の老騎士で、実務家としては優れているが決断力を欠き、その性格が災いしてワーレン王の後任人事で混乱を招く。
メイファー
ヴァリスの至高神ファリス教団の最高司祭（大司祭）。当初はジェナートの教団改革を支持していたが、妥協を許さないジェナートの進め方に危機感を抱き始め、次期国王にジェナートの改革を支持するファーンではなく、保守的な近衛騎士隊長ドルロスを推す。
ドルロス
ヴァリスの近衛騎士隊長。大司祭を始めジェナートの教団改革に反対する人々の支持で次期国王候補となる。
ファーンに競り勝ち国王になるため、宮廷の反対を無視して独断で同調する聖騎士達を率いてヴェノンを攻めるが、モス連合騎士団の前に大敗し戦死。
マイス
ヴァリスの宮廷つき魔術師。若いが「賢者の学院」出身の優秀な魔術師で、ファーンが魔神に盗まれた「三聖具」を奪還するのに協力する。ヴァリス宮廷をファーン支持で纏めようとするが、ファーンの出奔には間に合わなかった。
アレン
ヴァリスの聖騎士で、南部アダンの街近郊の領主。腰を痛めた父に代わって若くして家督を継ぐも、当時のワーレン王の狂気に嫌気がさして、次期国王（彼自身はファーンが望ましいと考えていた）が即位するまでは領地経営に専念しようと考えていた。領内の視察中に農園の下働きだったフラウスと出会い、ちょうど現れた妖魔との戦いの中でフラウスの「聖女」としての力を目の当たりにする。
形骸化した当時のファリス教団では、有力者の推薦なしには聖職に就く事が出来なかった事から、聖女フラウスの生みの親と言って良い人物。魔神戦争では登場しなかった。
オドネル
かつてヴァリスの王子・アレスの養育係を務めていた元・近衛騎士隊長。アレス王子がミノタウロスに殺害されたその場にも居合わせ、ミノタウロスを王子だと思い込んだ王の発言を否定することができなかった。アレス王子の死後は、王子の離宮（ミノタウロスの迷宮）警備の任に就く。狂気に犯されてなおワーレン王に忠誠を捧げ、ミノタウロス退治に訪れたファーンとフラウスに戦いを挑み、その刃に倒れた。

### その他の登場人物
ボイル
アラニア北部の白竜山脈にあるドワーフの「鉄の王国」の「石の王」。ロードス南部のドワーフの兄弟国「石の王国」を滅ぼし、長年の盟約を破ったブルーク王を討つため屈強なドワーフ戦士団を率いてモスに向かうが、マーファの高司祭ニースに止められる。
後に「百の勇者」と行動を共にする「鉄の王フレーベ」の下に、少数ずつ分散して配下のドワーフ戦士を送り込む。
アイシグ
ライデン評議会の議長。ウォートとは旧知の間柄で、魔神の首に賞金をかけ「百の勇者」をロードス全土に呼びかける役を担う。
ゲイロード公爵
アラニア第二の都市ノービスの領主。アラニア王家に連なる名門の出だが、政治や権力争いに関心が無く享楽的な性格。魔神の被害に対して有効な対策を打ち出せず、マーファ教団や住民の反抗に手を焼いているが、優柔不断な性格から結局何も出来ない状態で悩んでいた。
魔神ドッペルゲンガーに殺される。
ワールウィンド
スカード王国の王子ナシェルの騎竜となった風竜（エア・ドラゴン）種の老竜（エルダードラゴン）
通常の竜騎士の騎竜は成竜または幼竜であり、最強の部類に入るエルダードラゴンを騎竜とした例は他になく別格の存在。風竜種は決して戦闘が得意な竜種ではないが、天空では無敵に近い存在であり、空を飛ぶ魔神群を瞬く間に蹴散らしている。
単独で魔神王に挑み致命傷を受けたナシェルを庇って自身もまた致命的なダメージを受けるが、竜魔法を駆使して瀕死のナシェルを連れて風竜のみが辿り着ける特別な場所に向かう。そして竜の本能に従って最後にある特別な魔法を自身と、そしてナシェルにかける。これによってワールウィンドとナシェルは竜の卵として復活と再生を待つことになる。あくまで竜の復活と再生であるためナシェルがどうなるかはワールウィンドにも分からない。（費やす時間も数年後、数十年後、数百年という曖昧なものである）
氷竜ブラムド
白竜山脈に住む老竜(エルダードラゴン)。五色の魔竜の一体であり、同じ老竜とはいえワールウィンドを上回る実力者。性格は温厚かつ善良で、マーファ神殿では心優しい幻獣であると伝えていた。
物語序盤でニースによって呪いを解除され、以降はニースとマーファ神殿の盟友となる。
金鱗の竜王
モスの山奥に住む古竜(エンシェントドラゴン)。五色の魔竜の中でも火竜シューティングスターと並ぶ最強の竜で、パワーでは僅かにシューティングスターに劣るようであるが、光竜の神聖魔法能力を有する(ただし使用頻度は極めて低く、人前で使った記録が無いため、｢信仰を失ったのではないか?｣との陰口を言う者もいる)上に近所に住む下位のドラゴン系モンスターを服従させるなど知力や魔法力では上回っている。ブラムド以上に人間に対しては好意的であり、ロードスの現代語も習得している。
マイセン、ウォート、ニースの3人によって呪いを解かれ、マイセンの盟友としてモス連合軍の味方に加わる。この時マイセンに当人の名前を与えられており、マイセンの死後は｢金鱗の竜王マイセン｣を名乗る。
魔神王（デーモン・ロード）
古代王国の召喚魔術師アズナディールに魔界から呼び出され支配されていた魔神（デーモン）の最上位種の一種。スカード王国のブルーク王に解放された後、魔神王は4体の魔神将（アーク・デーモン）と種々の数多の魔神（デーモン）を従えてロードス全土に大きな混乱をもたらした。
生け贄にされたリィーナ姫を仮の肉体として器にしている。本体は魂のみの存在なため肉体を傷つけられても滅びることはなく瞬時に再生（ただしローフル・ブレードはこの邪悪な再生能力を遅らせる）する。その為、古代王国では暴走した場合の対策として、精神にダメージを与える剣「魂砕き（ソウルクラッシュ）」を用意していたが、解き放たれた魔神王はその剣を見つけ自身の武器とし、六英雄たちの戦いの際には魔法の鎧「影纏い（シャドウ・ウィルダー）」を身に着けていた。
器にされた人間の姿のままだが、肉体能力は人間を凌駕している。また、その吐息や流血は毒性や腐食性を持つ。普段は全裸だが、魔法によって黒い羽毛の翼と山羊のような脚や角をもった姿になることができる。
他者の姿や記憶などを得る性質を持つこの魔神王は、鏡像魔神（ドッペルゲンガー）の最上位種なのではないかと、荒野の賢者ウォートに推測されていた。また聖者の記憶を読み取ったり、聖者に対して自身が鏡像魔神に属することを窺わせる発言もしている。
ウォートが自らの魔力を特大の魔晶石によって増幅し、さらにニースとフラウスからマーファとファリスの加護を得て放った、魂すら消去するはずの「ディスインテグレート（分解消去）」の魔法が魔神王に効かなかったのは、魔力の絶対量の差という根本的な問題に加え、この魔法の本質が「物質を分解して消滅させる魔法」であったため。魂消去はあくまで副次的な効果に過ぎず、最初から肉体を持たない相手には効果が無いことと同じ理由と考えられる。
アズナディール
古代王国時代の召喚魔術の門主。魔界を発見し、その住人である魔神の召喚に初めて成功、また魔神王を支配した唯一の人物とも伝えられる。（短編「魔法王国カストゥール 復讐の継承者」によると、この魔界の発見は偶然によるものとされる）
召喚された魔神軍団は古代王国の長年の宿敵であったサイクロプスの王国を滅ぼし、魔界や魔神の研究は特に擬似生命の創造や魔力付与・幻覚の分野に多大な恩恵をもたらし、「魔力の塔」の建設と合わせて古代王国に絶頂期をもたらした事で知られる。
その功績と支配下においた魔神軍団を背景に魔法王の座を狙うも、メルドラムゼー（魔力の塔を建造し、第152代魔法王となった拡大魔術門主）一派との抗争に敗れ去った。残された魔神王とその軍団がなぜロードス島に封印されていたかは定かでないが、「魔神召喚の門」がロードス島にあったとする説もあり、アズナディール存命時から必要のない時は最も深き迷宮に封印されていた可能性もある。

### RPGリプレイ版の登場人物
RPGリプレイは小説のパイロット版の側面が強いため、小説とは背景・設定・事件の推移等が異なる点が多い。
ミレウス
『I 魔神襲来』から登場。ハイランドの竜騎士見習いでクラスはナイト（騎士）。若年ながら素質を認められて竜騎士の選考を勝ち抜き、双子の幼竜のうち一頭・オッドアイを与えられた。剣術に長け正義感は強いが、お坊ちゃん育ちで頼りない面が強く、トラブルに巻き込まれがち。王命でスカードに起こった異変を調査するうちに、ロードスに現れた魔神との戦いに巻き込まれてゆく。魔神軍との最初の大規模な会戦に参加して辛うじて勝利を収めたものの、魔将ガラドの謀略によってオッドアイを失ってしまった。戦後、オッドアイがいまわの際に託した二つの宝玉を手に、その最後の言葉の意味を知るための旅に出た。
『III 魔神討伐』で再登場し、クラスは竜騎士に昇格。成長して技量も上がったが、性格や貧乏クジを引きがちなところはあまり変わっていない。愛竜オッドアイの残した二つの宝玉を使う事で、限定的な竜の力を使用できるようになった。仇敵ガラドの謀略を阻止すべく戦う中で、死してなお共にあるオッドアイとの絆を再確認する事になる。
後日談で百の勇者の一人として最も深き迷宮に挑んだが、その結末は不明。竜を失ってなお竜と共に在った事から、「竜なき竜騎士」として名を残した。
ティエル
『I 魔神襲来』『II 魔神召喚』『III 魔神討伐』全てに登場。モスの鏡の森出身のハーフエルフでクラスはソーサラー（魔術師）。ハーフエルフという出自が原因でひねくれた性格に育ち、アラニアの賢者の学院を放校になった過去を持つ。竜騎士の選考でミレウスと行動を共にするようになるが、戦いの中で古代王国の付与魔術師・ブレストディベアの魂と接触し、ある密約を交わす。それは彼の魂の宿ったネックレスからその強大な魔力を引き出すかわりに、その力を使い切った時はブレストディベアに体を譲渡するというものであった。
『I 魔神襲来』での戦いを終えた時点ではまだ魔力を残していたが、その後、故郷の森を守るために呪文を行使したために魔力を使い切り、ブレストディベアにその肉体を受け渡す。これが原因で、『II 魔神召喚』では敵NPCとして登場し、導師グラディカルが起こした魔神召喚を巡る事件の陰で暗躍した。
ブレストディベアとの因縁に決着をつけた後、『III 魔神討伐』でプレイヤーキャラクターとして復帰、クラスは付与魔術師に昇格。ブレストディベアから得た知識を元に、失われた古代の付与魔術を使えるようになった。ミレウスと共に、魔神討伐隊の一員としてガラドと再度対決する。
最も深き迷宮には挑まなかったが、百の勇者達のために魔法の武具を作り、「勇者に魔法の武具を与えし者」の二つ名で呼ばれるようになる。リプレイシリーズは彼が書いた魔神戦争の記録ということになっている。
オッドアイ
竜騎士の選考でミレウスが授かった双子の幼竜のうちの一頭の牝竜。名前の由来は、左右の目が金色と銀色のオッドアイである事から。小柄ながら魔神の変身を見破る特殊能力を持っている。魔神軍との会戦のさなか、魔将ガラドの謀略で魔将ゴディスと相討ちさせられ命を落とすが、最期に竜の力を籠めた宝玉を作り出し、ミレウスに託した。
死後もその魂はミレウスと共にあり、ミレウスが宝玉の力を使うことで現世へと召喚され、彼と共に魔神戦争を戦った。
オーディア
『I 魔神襲来』から登場。自由都市ライデンの大商人の娘でファリスの神官、クラスはプリースト（司祭）、ロードス島RPGのサンプルデータでは後に昇格して癒し手。親が決めた婚約者であるプッペを嫌ってハイランドのファリス神殿に身を寄せていたところを、ミレウスと出会う。富豪の令嬢で秩序を重んじるファリス神官でありながら、傭兵を率いて戦場に立つなど破天荒な性格の持ち主。
『III 魔神討伐』ではNPCとして再登場。パーティーには加わらなかったが、ライデンのファリス神殿の次席司祭としてミレウス達をサポートした。プッペに対しては「結婚する気はないからフッた」と言っているものの、その時に恥じらうような仕草を見せているため、何らかの関係の進展があった模様。
ヴォルク
『I 魔神襲来』に登場。アラニアの商人の息子ながら盗賊になった親不孝者で、クラスはスカウト（盗賊）、サンプルデータでは後に昇格して怪盗。軟派な性格で、女性がらみのトラブルを起こしてハイランドに流れ、竜騎士の選考を通じてミレウスの仲間になる。まるで船乗りの如く、街ごとで女性を口説いているらしい。
魔神軍との戦いの後、知り合った女性と共にアラニアへ戻った。
アジール
『I 魔神襲来』に登場。風と炎の砂漠の民・炎の部族の神官で、クラスはシャーマン（精霊使い）、サンプルデータでは後に昇格して炎使い。風の部族との戦いに備え竜騎士とのコネクションを作る目的で竜騎士の選考に加わり、ミレウス一行のメンバーになる。パーティの最年長であり、故郷に身重の妻と子供を残している。
魔神軍との戦いの後、故郷の妻子のところへ戻った。リプレイの終盤で生まれた息子が『ロードス島戦記2 炎の魔神』に登場する炎の神官アズモであるという設定。
フォルド
『I 魔神襲来』に登場。NPC。ハイランド屈指の名家・デイハイム家の長男であり、竜騎士の選考でミレウスと争ったライバル。ミレウスに敗れたものの、生まれた幼竜が双子だったため、彼もオッドアイの兄妹、クリスタルクローを授かる。プライドが高く、ミレウスのことを見下していた。
ドラゴンブレスにおける魔神軍との戦いにも参加し、竜とともに生き延びている。
クリスタルクロー
竜騎士の選考でフォルドが授かった牡竜で、オッドアイの双子の兄妹。オッドアイに比べると大柄であり、成長も早い。リプレイの終盤には爆発的な成長を見せ、人を乗せて飛べるほどに大きくなっていた。
プッペ
『I 魔神襲来』に登場。NPC。親が決めたオーディアの婚約者で、ライデンの大商人。「いとしのオーディア～」が口癖で、彼なりにオーディアを愛しているが、全く相手にされていない。オーディアを探しながら放浪している間に、モス中に支店網を築くなど強かな面もある。
ガリアン
『I 魔神襲来』に登場。NPC。鏡の森のエルフで、シルキーの兄。大の人間嫌いで、ティエルに幼少時代から先頭に立って迫害を加え続け、彼の性格が捻くれる原因を作った。
シルキー
『I 魔神襲来』に登場。NPC。鏡の森のエルフで、ガリアンの妹。兄とは正反対に心優しい性格で、人間やハーフエルフに対しても偏見を持っていないため、後述のウィニフレッドと共に数少ないティエルの味方であった。怪我人を装ったデーモンを集落に入れて看護しまったことから、立場を悪化させてしまった。
ティーナ
『I 魔神襲来』に登場。NPC。スカードの王子ナシェルに仕えるマイリーの女司祭。ヴォルク曰くナシェルに惚れている模様。
作中における設定では、魔神の本拠地を「最も深き迷宮」と呼ぶのは、彼女の発言が元になっている。
ブレストディベア
『I 魔神襲来』『II 魔神召喚』に登場。NPC。古代王国時代の付与魔術師。ネックレスにその魂を封じており、これを手にしたティエルに助力をする事と引き換えにいずれ肉体をもらい受けるという密約を交わす。
当初はティエルの心身を案じ、ネックレスに封じた魔力に限らず知識面でも彼をサポートするよき理解者であったが、肉体を手に入れてからは冷酷な古代王国時代の魔術師としての側面を顕にする。魔神戦争の裏で暗躍し、グラディカルと手を組んで第二の魔神王を召喚、その肉体を乗っ取る事で古代王国カストゥールの復活を目論んでいたが、第二の魔神王の魂に敗北してそのまま飲み込まれ、消滅した。
ルーセント
『II 魔神召喚』に登場。アラニアの魔法戦士団の若き騎士でクラスは魔法戦士（エキスパートルールのパイロット版としての設定のため、最初から古代語魔法を使用できる）。
賢者の学院の導師グラディカルが起こした魔法戦士団排斥と魔神召喚の陰謀に巻き込まれ、グラディカルの企みと魔神の侵攻を阻止すべくアラニア各地を転戦するが、グラディカルが召喚しようとした第二の魔神王に体を乗っ取られそうになったため、リスターの聖遺物の力によって石にされる事を選ぶ。優れた召喚魔術師によって魔神王が異界へ送還される日が来るまで、「最後の魔法戦士」である彼は迷宮の奥深くに封印される事になった。
フェリオ
『II 魔神召喚』から登場。ルーセントの家のメイド見習いだったが、ルーセントが賢者の学院に入学した際に一緒に入門した。クラスは魔術師。能天気なところがあり、筋道立った説明が苦手。恩師のグラディカルが起こした事件を追って、ルーセント共々彼を追う旅に出るが、その際に学長のラルカスから名目上とはいえ放校扱いにされてしまった。怪物の死体にキャーキャーと悲鳴を上げたり、放校扱いになった事を嘆いたりと緊張感のない様子が続いたが、魔神宮の歪んだ時間軸の中で、魔神王によって操られた未来の自分たちを殺害する際にはこんな未来はいらないと啖呵を切るなど強い胆力を秘めている。最終的に事件自体は解決したもののルーセントは魔神王の精神ともども石に、グラディカルは魔神王召喚の儀式に失敗して赤ん坊になってしまったため、彼女がグラディカルを引き取って召喚魔術師として育て、ルーセントを救うという使命を帯びた。
『III 魔神討伐』では召喚魔術師に昇格。召喚魔術の研究のためにグラディカルの養育費を使い込んでしまい、魔神討伐の賞金目当てで討伐隊に加わり、グラディカルの事件で知り合ったティエルと再会する。
ティエル曰く「女性には世界の滅亡を防ぐよりも大切な仕事がある」ため、百の勇者には加わらず、故郷に戻ってグラディカルの育児に励んだ。
マルムス
『II 魔神召喚』に登場。アラニア北部の鉄の王国のドワーフで、クラスは盗賊、サンプルデータでは後に昇格して遺跡荒らし。「すべての道を知るドワーフ」を自称する道オタクである事から、ロードス中に張り巡らされたドワーフの地下トンネル網を魔神に利用されないようリスターと共に探索の旅に出た途中で、賢者の学院でグラディカルの事件に巻き込まれる。祖父と父も同じ名前で、それぞれ大マルムス、中マルムス、本人が小マルムスと呼ばれている。
後にリスターと一緒に百の勇者の一員として最も深き迷宮の戦いに加わり、共に命を落とす。
リスター
『II 魔神召喚』に登場。アラニア北部・ターバのマーファ神殿の神官で、クラスは司祭、サンプルデータでは後に昇格して神官戦士。自称マーファの慈愛を、力ずくでも広める正義と真実の司祭。慈愛と平和を重んじるマーファの神官らしからぬ乱暴者で神殿でも問題視されていたが、神託によりマルムスに同行して魔神探索の旅に出る。かつて魔神将を封じたマーファの神官戦士アーカイルの聖遺物である聖なるフレイルとマーファ像を受け継いだ事で魔神を石化する力を得て、パーティーの主戦力として活躍した。
後にマルムスと共に百の勇者の一員として魔神との最終決戦に参加し、命尽きるまで一緒に戦った。
ウィニフレッド
『II 魔神召喚』に登場。モスの鏡の森のエルフでクラスは精霊使い、サンプルデータでは後に昇格して巫女。鏡の森から出奔したティエルを追って賢者の学院を訪ねた際にグラディカルの事件に巻き込まれ、グラディカルの協力者になっていたティエルを追うべくルーセント達と行動を共にする。事件解決後、ティエルを連れて鏡の森に帰った。
スカーフェイス
『II 魔神召喚』に当初はNPCとして登場。アラニアの山中にある隠れ里の住人でクラスは戦士。かつてマーファの神官戦士によって石像にされた魔神将を封印する一族の戦士で、「魔法使いフェチ」と呼ばれるほど女性の魔術師に目がない。女性不足の村に引き入れる目的でフェリオを誘拐したが、村が魔神に襲われた事をきっかけにルーセント一行に途中参加する。事件解決後フェリオの子育てに協力する事になるが、フェリオ曰く結婚はしていない模様。
グラディカル
『II 魔神召喚』に登場。NPC。アラニアの賢者の学院の導師であり、フェリオからは「お師匠様」と慕われる温和な人格者の老人。専門は召喚術。
自らの死を偽装し、その殺人の罪を魔法戦士団に着せ、魔法戦士団排除の動きを作り出す。その一方、彼自身は魔神戦争の裏で暗躍を繰り返し、ブレストディベアと手を組んで第二の魔神王召喚を画策する。
実は政争によって処刑され命を落とした魔法戦士の息子であり、母はグラディカルを養子に出して失踪したという過去がある。これがきっかけに魔法戦士団、そして貴族や実母といった魔法の使えぬ者たちを憎悪するようになり、第二の魔神王の肉体を奪って魔神王を滅ぼした後に古代王国を再建することで魔法至上主義の世の中を作ろうと目論んでいた。一方、年老いた自身の義父母に対しては仕送りを続け世話役を雇うなど、親身に面倒を見ていた。
最終的にブレストディベアの協力の下、実母を生贄にすることで第ニの魔神王の召喚に成功、その肉体を支配しようとする。ブレストディベアの協力があれば実現可能と踏んでいたが、ブレストディベアにとってのグラディカルは所詮「魔法の使える蛮族」に過ぎぬため裏切られ、第二の魔神王の肉体に飲み込まれ、最後には赤子に成り果ててしまう。いずれルーセントの肉体から第ニの魔神王の魂のみを送還する優秀な召喚魔術師となる事を願って、フェリオに育てられる事になった。
その後については不明だが、若くして導師になるも賢者の学院を出奔したとされる。
スナ
『III 魔神討伐』に登場、クラスは暗殺者。お金にうるさい職業暗殺者で金にならない殺人を嫌い、魔神にかけられた莫大な首賞金目当てで魔神討伐隊に転向する。敵の背後に回り込んでギャロット（絞首紐）で窒息させる戦法を得意とし、上位魔神を絞殺するという離れ業を演じている。一方で何処か人情味があり、大金を稼ぐのも「お城を建てる」という少女じみた夢を叶えるため。最終決戦でガラドが溶岩に沈められて撃破された際は、高額賞金のかかった魔神将の首が溶け失われたという衝撃のあまり気絶してしまった。
最も深き迷宮の戦いにも魔神王の首を取るべく参戦するが、その消息は不明。
ジオレン
『III 魔神討伐』に登場。知識神ラーダの司祭で、クラスは癒し手。生物の体に対する探求心が高じて癒し手になった変わり種で、魔神の身体を調査するべく魔神討伐隊に参加した。戦士顔負けの体格ながら理知的な性格で、強力な治癒魔法でパーティーをサポートする。
魔神との最終決戦においても、癒し手として百の勇者を支援した。

## 魔神
魔神王の迷宮（最も深き迷宮）に封印されていた異形のものたち。人間界とは別に存在する物質界とも言われる異界である魔界から召喚された種族。暗黒神ファラリスを信じる者は死後、魂が闇に溶けるとも、魔界の魔神（デーモン）に転生するとも言われる。魔神（デーモン）はファラリスの神聖魔法（暗黒魔法）を使うことからファラリスと関係深いと考えられている。人間界に召喚された魔神の肉体は仮の器でしかなく、肉体を破壊されてもその魂は魔界の本体へ帰るだけとされている。
魔神には多くの種族があり、それとは別に能力によって階級分けされる。
魔神王（デーモンロード）
ブルーク王が解放した魔神王
ドッペルゲンガーの最上位種に属すると言われている。登場人物参照。
第二の魔神王
リプレイ『II 魔神召喚』に登場。ブルーク王が解放した魔神王に匹敵する力を持つ魔神で、もう一人の魔神王とも呼ぶべき存在。ターバ近郊の白竜山脈にある魔神宮に封印されていた。賢者の学院の導師グラディカルと、古代魔法王国の魔術師ブレストディベアによって解放される。グラディカルの母親を器としているが、肉体は若返っており、外見は少女のようである。
魔神王を支配しようとしたグラディカルとブレストディベアの肉体と精神を逆に吸収しルーセントたちと戦うが、増大した魔神王の力に完成する前の器が耐え切れず肉体が崩壊してしまった。意識だけの存在となった後も滅びることはなく、ルーセントに乗り移って肉体を奪おうとしたが、最後はルーセントの肉体ごと石化され封じられた。
グラディカルの言葉によれば、過去、魔神王クラスの魔神が召喚されたのは、一度ではないようである。
魔神将（アークデーモン）
小説版では4体が魔神王の支配下にあった。
ゲルダム
山羊のような頭の魔神将。大鉈（グレイブ）を持っている。レグラムの上位種。
ライデンにてベルドに首を斬られるも、暗黒魔法「禁呪（ワードパクト）」によって「剣以外の武器に弱くなるかわりに剣では死なない」呪いを施していた。
ウォートの隕石召喚魔法「メテオ・ストライク」で止めを刺される。
イブリバウゼン
四枚の翼を持つ魔神将。ギグリブーツの上位種。
1体は、リュッセンに駐留しているヒューロ宰相の護衛と監視に就いていた。
もう1体は死霊魔術を主に使い、偽のスカード国王ブルークの護衛に就いていた。ドワーフの大トンネルにてフレーベとドワーフの戦士たちに討たれる。
デラマギドス
梟のような頭の魔神将。マリグドライの上位種。
ヴェノン王国領マスケト公デュオンの護衛と監視に就いていた。
狂角のゴディス
リプレイ『I 魔神襲来』に登場。牛の一族。人間を見くびっており、正面きっての力押しを好む。その姿勢をガラドからは「バカ牛」と評された。ガラドの策略により、ドラゴンブレスの戦いでオッドアイと相討ちとなった。
黒羽のガラド
リプレイ『I 魔神襲来』から登場。カラスの一族。テレビのゴーストのように、何重にも重なった実体のはっきりしない姿と、語尾を伸ばした喋り方が特徴。人間とは正面きって戦うより、策略で自滅させるべきだと考えており、考えの違うゴディスをオッドアイを利用して葬った。
『III 魔神討伐』で、再びミレウスたちの前に立ちはだかる。オッドアイの炎の精霊力を利用して究極のスポーン（魔神兵）を生み出すが、火竜山の決戦で滅ぼされた。

上位魔神（グレーターデーモン）
ザワンゼン
魂の魔神（ガランザン）の上位種。魂を人間に寄生させて、死んでも宿主を消耗させて蘇ることができる。アレクラストにおいても、魔神召喚の壷から呼び出された個体がバブリーズと交戦した。
ラグアドログ
ラグナカングの上位種。竜のような頭を2つ持つ。
鏡像魔神（ドッペルゲンガー）
ダブラブルグの上位種。目鼻がなく3メートルの巨体を持つ魔神。
見た相手そっくりの姿形に変身して、更にその相手の脳を食べることで記憶を写し取ることができる。
脳を食べなくとも1時間の対象観察でも記憶をコピーできる。
ただし、性格や感情なども模写してしまうため、人間に味方したり、自分を人間と思いこんでしまうケースがあり、諸刃の剣の側面がある。
その特異な性質を扱ったソードワールド関連の小説やリプレイがいくつか存在する。
おそらく同族である魔神王は、この現象を「人の狂気が魔神と入れ替わる」と評している。
ケブクーヌ
山羊のような頭の魔神。
レグラム
頭の横から雄牛の角を下向きにしたような角が生えた魔神。大鎌（サイス）を持っている。
魔法戦士リウイにも登場。魔法よりも格闘戦の方が得意らしく、当時まだ成長の途上にあったリウイたちを全滅寸前まで追い込む。
リウイの父リジャールとその仲間（カーウィス、ジェニ）により討たれる。
ギグリブーツ
四枚の翼を持つ魔神。

下位魔神（レッサーデーモン）
フォルゴーン
赤い肌の巨人で、脚はヤギのようになっており、頭に角が生えている。
暗黒魔法の使い手としては、下位魔神最強と思われる。
暗黒神の信者としての側面からか、アラニアの村で人間と共存する個体が居たが、真意は不明。
魂の魔神（ガランザン）
ザワンゼンの下位種。魂を人間に寄生させて、死んでも宿主を消耗させて蘇ることができる。
頭は髑髏で片手は大鎌になっている。実力的には、下位魔神の中で最強と称される。
マリグドライ
幻覚を得意とする。梟のような頭の魔神。
ラグナカング
ラグアドログの下位種。竜のような頭を持ち、毒を吐く。炎を吐く亜種も存在する。
ゴードベル
完璧なステルス能力を持つため、視覚では姿が見ることができない魔神。
攻撃方法から、おそらくヒューマノイド型の巨人と推測できる。魔神戦争においては、主に暗殺の任務に就く。
倒しても即座に魔界に帰還してしまうためか、その真の姿を見ることはできないようだ。
メルビス
水棲の魔神。兵士としての色合いが強いらしく、単独で陰謀を企むことは少ない。
魔神戦争においては、上位魔神によって少数部隊メンバーとして編成され、たびたび戦闘に投入されたという。
ダブラブルグ
ドッペルゲンガーの下位種。目鼻のない魔神。見た相手の姿に変身できる。
1分の観察で振る舞いや口調は真似られるが、記憶まではコピーできない。
相手を食べなければ変身できない下位種も存在する。
ザルバード
翼のある魔神。
グルネル
尻尾の長い魔神。付与魔術に長けている。

魔神のしもべ
スポーン（魔神兵）
魔神たちによって鏡の森の黄金樹の実や古代樹の枝から生み出された。
魔神たちは個々は強いが、数押しの消耗戦に入ると兵力の補充が利かないため、敗北するかもしれないという懸念があったと思われる。
そこで、物量作戦対策として大量に生産された。
能力としては、動員兵（民間徴用兵）よりは強いが、プロの軍人（騎士）が遅れを取るほどの強さはない。
外見を魔神に見せかけることができるため、大量に並べて威嚇としての効果を狙う運用が多かったと思われる。
アザービースト（魔神獣）
魔界に住む動物の総称。フォーセリアと同じく、いくつもの種が存在するものと思われる。
こちらの世界では分類するほど頻繁に遭遇するモンスターではないため、分類上では一まとめで扱われている。
ヘルハウンド（冥王犬）
「地獄の番犬」の異名を持つ。アザービーストの中でも特筆すべき実力を持つ。
見た目は黒い大型犬だが、戦闘能力は歴戦の戦士に匹敵し、口から炎を吐く。
ケルベロス
ヘルハウンドの上位種。3つの頭を持つ黒犬。
その実力はレッサーデーモン最上位に匹敵し、使役している魔神たちですら殺されかねないという相当なもの。
ヘルハウンドが持っている炎を吐く能力も、格段にパワーアップしている。
その他
数の不足を補うため、魔法が得意な魔神たちたちによって、多くの魔法生物が生み出されている。
屍人（ゾンビー）や骸骨（スケルトン）などの不死生物、竜牙兵（ドラゴントゥースウォリア）や魔法像（ゴーレム）など。

## 既刊一覧

### 小説
- 水野良（著）・山田章博（イラスト）、角川書店〈角川スニーカー文庫・角川mini文庫[注 1]〉、全7巻
  1. 『ロードス島伝説 亡国の王子』1994年9月1日初版発行（8月8日発売[1]）、ISBN 4-04-460415-0
  2. 『ロードス島伝説2 天空の騎士』1996年7月1日初版発行（7月2日発売[2]）、ISBN 4-04-460416-9
  3. 『ロードス島伝説 太陽の王子、月の姫』1996年11月27日初版発行（同日発売[3]）、ISBN 4-04-700105-8
  4. 『ロードス島伝説3 栄光の勇者』1997年4月1日初版発行（4月4日発売[4]）、ISBN 4-04-460417-7
  5. 『ロードス島伝説4 伝説の英雄』1998年4月1日初版発行（3月26日発売[5]）、ISBN 4-04-460418-5
  6. 『ロードス島伝説 永遠の帰還者』2000年1月1日初版発行（1999年12月24日発売[6]）、ISBN 4-04-460422-3
  7. 『ロードス島伝説5 至高神の聖女』2002年11月1日初版発行（10月31日発売[7]）、ISBN 4-04-460427-4

### RPGリプレイ
出版社は角川書店、レーベルは角川スニーカーG文庫
コンプティークに連載されていた。連載当時のタイトルは『ロードス島伝説』ではなく、「TRPG誌上ライブ 新ロードス島戦記 魔神戦争」。『新ロードス島戦記』とは別物。
- 『ロードス島伝説I 魔神襲来』1994年11月1日初版発行（同日発売）、ISBN 4-04-488501-X
  - 『コンプティーク』1993年8月号～1994年7月号。1993年7月号で特集が組まれ、「百の勇者大募集」が行われた。

- 『ロードス島伝説II 魔神召喚』1995年11月1日初版発行（10月27日発売）、ISBN 4-04-488503-6
  - 『コンプティーク』1994年9月号～1995年9月号。1994年8月号に予告記事掲載。

- 『ロードス島伝説III 魔神討伐』1996年11月1日初版発行（10月25日発売）、ISBN 4-04-488506-0
  - 本誌のみ書き下ろし。

## 雑誌掲載
- ロードス島伝説 ライブノベル「がんばれ、ナシェルくん！」（執筆：小川直人）
  - ザ・スニーカー1994年冬号に掲載。コンプRPGに付属したロードスRPGのシナリオ「魔神掌握の杖」のリプレイ。

- ロードス島伝説 ライブノベル「魔神を討伐せよ！」（執筆：栗原聡、GM：水野良）
  - ザ・スニーカー1996年8月号に掲載。